# Lijst van onderscheidingen van de 7. SS-Freiwilligen-Gebirgs-Division Prinz Eugen
Dit is een lijst van onderscheidingen van de 7. SS-Freiwilligen-Gebirgs-Division Prinz Eugen.

## Dragers van het Duits Kruis

### In goud
- Wilhelm Breimaier, SS-Sturmbannführer, SS Gebirgs-Jäger-Regiment 13[1]
- Ernst Deutsch, SS-Standartenführer, SS Gebirgs-Jäger-Regiment 13[2][3]
- Michael Gross, SS-Obersturmbannführer, SS Gebirgs-Jäger-Regiment 14[4]
- Franz Krombholz, SS-Obersturmführer, SS Gebirgs-Jäger-Regiment 14[5][6]
- Eggert Neumann, SS-Sturmbannführer, SS Aufklärungs-Abteilung 7[7][8]
- August Schmidhuber, SS-Standartenführer, SS Gebirgs-Jäger-Regiment 14[9][10]
- Franz Schnelle, SS-Obersturmführer, SS Gebirgs-Jäger-Regiment 14[11]
- Hans Schuh, SS-Obersturmführer, SS Gebirgs-Jäger-Regiment 14[12][10]

## Drager van de Erebladgesp
- Hubert Kamper, SS-Untersturmführer, SS Aufklärungs-Abteilung 7[13]

## Dragers van het Ridderkruis van het IJzeren Kruis
- Artur Phleps, SS-Gruppenführer und Generalleutnant der Waffen-SS[14][15]
- Heinrich Petersen, SS-Obersturmbannführer, SS Gebirgs-Jäger-Regiment 1[16][17]
- Bernhard Dietsche, SS-Sturmbannführer, SS Gebirgs-Jäger-Regiment 2[18][19]
- Franz-Josef Krombholz, SS-Hauptsturmführer, SS Gebirgs-Jäger-Regiment 14[20][21]
- Eggert Neumann, SS-Sturmbannführer, SS Aufklärungs-Abteilung 7[22][23]
- Harry-Horst Paletta, SS-Obersturmführer, SS Sturmgeschütz-Abteilung 7[22][24]

### Met Eikenloof
- Otto Kumm, SS-Brigadeführer und Generalmajor der Waffen-SS[25][26]